# Henri Farman
Henri Farman (26 Tháng 5 năm 1874 - 17 tháng 7 năm 1958) là một phi công Anh-Pháp, nhà thiết kế máy bay và nhà sản xuất cùng với anh trai Maurice Farman. Gia đình ông là người Anh và ông đã có quốc tịch Pháp vào năm 1937. 

## Tiểu sử
Sinh ra ở Paris, Pháp, và đặt tên cho Henry, ông là con của một phóng viên báo chí Anh làm việc ở đó và vợ người Pháp. Farman được đào tạo như một họa sĩ tại École des Beaux Arts, nhưng nhanh chóng bị ám ảnh bởi những phát minh cơ khí mới xuất hiện nhanh chóng vào cuối thế kỷ 19. Kể từ khi gia đình ông có tiền, ông đã có thể theo đuổi sự quan tâm này như là một vận động viên nghiệp dư. Trong những năm 1890, ông trở thành một người đi xe đạp vô địch, và vào đầu thế kỷ này, ông đã phát hiện ra xe đua, cạnh tranh với Renault trong Cup Gordon Bennett.
Khi anh em Voisin bắt đầu việc kinh doanh máy bay vào năm 1907, Farman là một trong những khách hàng đầu tiên của họ, đặt hàng một bản sao của chiếc máy bay đã được chế tạo cho Leon Delagrange. Ông đã sử dụng chiếc máy bay này, chiếc Voisin 1907 để thiết lập rất nhiều bản ghi chính thức cho cả khoảng cách và thời gian. Những chiếc này bao gồm chiếc máy bay đầu tiên bay hoàn toàn 1 km (13 tháng 1 năm 1908, chiến thắng trong giải Grand Prix d'Aviation Henri Deutsch de la Meurthe) và 2 km (21 tháng 3 năm 1908 [4]). Một số nguồn tin rằng vào ngày 29 tháng 3, ông trở thành người đầu tiên đưa một hành khách vào trong không trung Leon Delagrange., Leon Delagrange [5] Tuy nhiên, những người khác, tuy nhiên, tin rằng kỷ lục thuộc về Wilbur Wright và vận chuyển Charles Furnas vào ngày 14 tháng 5 cùng năm). Sau đó vào năm 1908, vào ngày 30 tháng 10, Farman tiếp tục thực hiện chuyến bay xuyên quốc gia đầu tiên Ở châu Âu, bay từ Châlons đến Reims (27 km trong 20 phút).

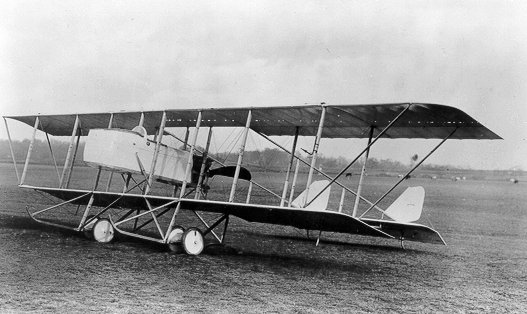
MF.11 "Shorthorn"

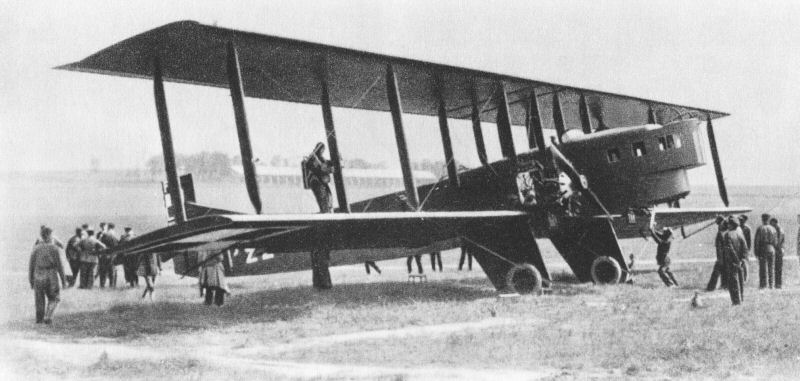
Goliath

Vào cuối năm 1909, Farman gặp Gabriel Voisin vì Voisin đã bán một chiếc máy bay đã được chế tạo theo các đặc điểm của Farman cho J.T.C. Moore-Brabazon, và bắt đầu chế tạo máy bay theo thiết kế riêng của mình. Việc đầu tiên trong số này, Farman III, là một thành công ngay lập tức và đã được bắt chước rộng rãi.
Hợp tác với hai anh em Maurice và Richard (Dick), ông đã xây dựng một nhà máy sản xuất máy bay thành công và sáng tạo. Mô hình năm 1914 của họ đã được sử dụng rộng rãi để quan sát và điều tra pháo binh trong Chiến tranh thế giới I. Công ty Goliath của hãng máy bay Farman là chiếc máy bay hành khách đường dài đầu tiên, bắt đầu các chuyến bay thường xuyên Paris-London (Croydon Airport) vào ngày 8 tháng 2 năm 1919.
Năm 1919, ông được bổ nhiệm làm bộ trưởng của Pháp Légion d'honneur (Pháp: "Legion of Honour"). Cùng với Maurice, nghỉ hưu năm 1937 khi chính phủ Phổ biến của Pháp thống trị nền công nghiệp máy bay; Công ty của Farman trở thành một phần của Trung tâm Nghiên cứu Xã hội Quốc tế Constructions Aeronautiques du Centre.
Henry Farman đã lấy quốc tịch Pháp vào năm 1937.
Ông qua đời tại Paris và được chôn ở Cimetière de Passy ở Paris.